# Lasioptera ventralis
Lasioptera ventralis är en tvåvingeart som beskrevs av Thomas Say 1824. Lasioptera ventralis ingår i släktet Lasioptera och familjen gallmyggor.
Artens utbredningsområde är Pennsylvania. Inga underarter finns listade i Catalogue of Life.